# Göte Friberg

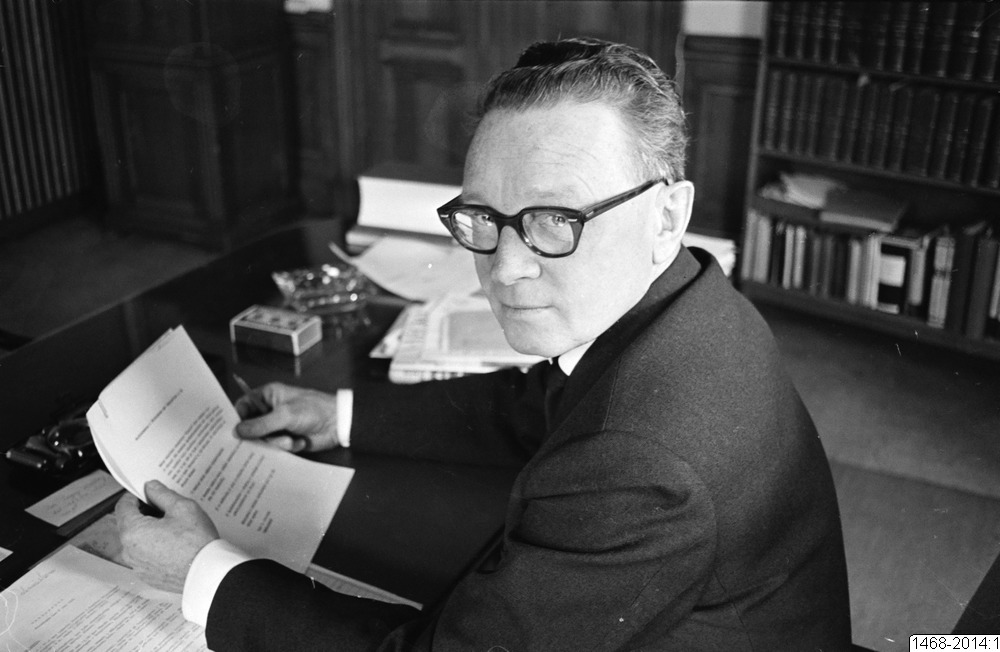
Göte Friberg.

Karl Göte Friberg, född 8 oktober 1908 i Asarums församling, Blekinge, död 28 november 1992 i Kvistofta församling, Helsingborg, var polisintendent i Helsingborg under andra världskriget och chef över utlänningsavdelningen. Trots de svenska myndigheternas krav på absolut neutralitet hade Friberg, tillsammans med överkonstapel Carl Palm och konstaplarna Olson och Gösta Fäldt nära kontakter med den danska motståndsrörelsen. Särskilt nära var kontakten med den danska motståndsrörelsens flyktorganisation Helsingörs syklubb, ledd av Erling Kiær. Vid ett flertal tillfällen hjälpte Friberg personligen till att hjälpa danska judar att fly från den danska sidan av Öresund till Sverige. Mellan 1959 och 1974 var han polismästare i Helsingborg. 
Friberg har i boken Stormcentrum Öresund skildrat sina upplevelser mellan 1940 och 1945. Efter kriget fick han en utmärkelse av den danska frihetsrörelsen och 1975 tilldelades han Helsingborgsmedaljen av Helsingborgs stad. 